# Miniopterus gleni
Miniopterus gleni is een zoogdier uit de familie van de gladneuzen (Vespertilionidae). De wetenschappelijke naam van de soort werd voor het eerst geldig gepubliceerd door Peterson, Eger & Mitchell in 1995.

## Voorkomen
De soort komt voor in het noorden, westen en zuiden van Madagaskar.